# Incredibox
Incredibox es un videojuego musical, desarrollado y publicado por la empresa francesa So Far So Good (SFSG). El concepto del juego es que los usuarios arrastren y suelten íconos de sonido en diferentes personajes para hacer música. El jugador puede encontrar combos para desbloquear bonos animados y grabar mezclas para integrar una clasificación.  También está disponible un modo automático para generar una composición infinita de aleatoriedad.

## Jugabilidad
Incredibox es una aplicación de creación musical en la que el usuario puede crear una mezcla gestionando un grupo de siete beatboxers animados. Una vez elegida una de las versiones (o estilos musicales) disponibles, el jugador dispone de una interfaz compuesta por siete caracteres en blanco y veinte iconos de sonido. Estos íconos se dividen en las siguientes categorías (cinco para cada una de ellas): Ritmos, Efectos, Melodías y Voz. Cada ícono es un bucle de sonido a capela único para arrastrar y soltar sobre los personajes (que representa al compositor musical). en todas las versiones  ) entre una gama de sombreros, gafas de sol, máscaras, auriculares u otros elementos que los visten tal y como se usan y les permiten cantar al ritmo de los demás. Para afinar una mezcla, el jugador también puede intercambiar nuevos sonidos, silenciar sonidos, hacer un solo en uno de ellos, encontrar combos para desbloquear bonos animados y grabar todas esas interacciones para compartirlas en las redes sociales a través de una URL . Luego, los contribuyentes pueden escuchar y votar sus canciones favoritas hasta llegar a la lista Top 50 de Incredibox . Para los usuarios que sólo quieren escuchar una mezcla interminable, un modo automático puede reproducir loops de cada versión al azar . 

### Versiones
Hay diferentes versiones de Incredibox en el juego entre las que los jugadores pueden elegir. Cada versión tiene un estilo musical con un tema único. Las primeras cuatro versiones se pueden jugar tanto en la demostración del sitio web oficial de Incredibox como en las aplicaciones pagas.  Las versiones restantes del juego son exclusivas y solo se pueden jugar en aplicaciones pagas.
- Alpha es la primera versión de Incredibox que se lanzó en junio de 2008. El tema está inspirado en el beatbox de la vieja escuela . Esta es una versión remasterizada del juego flash en línea que se lanzó originalmente en el sitio web de Incredibox en 2009. [4]
- Little Miss es la segunda versión de Incredibox que se lanzó en marzo de 2012. Este tema está inspirado en la Música R&B . Esta versión mantuvo el mismo esquema de color monocromático que en la primera versión.
- Sunrise es la tercera versión de Incredibox que se lanzó en octubre de 2013. Este tema está inspirado en la música pop . Fue la primera versión del juego que agregó colores a las categorías de sus artículos y vestimentas a los personajes. Presenta ritmos verdes, efectos azules, melodías rojas y voces amarillas.
- The Love es la cuarta versión de Incredibox que se lanzó en noviembre de 2014. Este tema está inspirado en la casa francesa . Esta versión presenta ritmos amarillos, efectos azul cielo, melodías rojas y voces moradas.
- Brasil es la quinta versión de Incredibox que se lanzó en mayo de 2016. Es la primera versión creada exclusivamente para aplicaciones pagas. Este tema está inspirado en la música brasileña . [5] Esta versión presenta ritmos amarillos, efectos azules, voces verdes y melodías rojas.
- Alive es la sexta versión de Incredibox que se lanzó en marzo de 2018. Este tema está inspirado en la cultura japonesa, con música de rap/hip hop/trap moderno. Esta versión presenta ritmos azules, efectos morados, melodías rojas y voces naranjas.
- Jeevan es la séptima versión de Incredibox que se lanzó en junio de 2019. Este tema está inspirado en la música tradicional india . Esta versión presenta ritmos naranjas, efectos rojos, melodías azules y voces verdes.
- Dystopia es la octava versión de Incredibox que se lanzó en diciembre de 2020. Este tema está inspirado en la cultura Cyberpunk . Esta versión solo presenta colores gris pizarra oscuro y naranja en sus artículos y atuendos.
- Wekiddy es la novena versión de Incredibox que se lanzó en abril de 2023. Este tema está inspirado en la música Hip hop de los 90 . Esta versión presenta diseños multicolores para todos los conjuntos e íconos.

## Historia del desarrollo
En 2006, tres amigos franceses de Saint-Étienne, Allan Durand (director/desarrollador), Romain Delambily (diseñador gráfico) y Paul Malburet (músico y compositor, conocido como Incredible Polo ) quisieron combinar sus habilidades para crear una experiencia interactiva. acerca de la música . Entonces el equipo trabajó en esta idea durante varios meses. Hicieron el proyecto que necesitaban utilizando programas informáticos desde cero, como diseño gráfico, música, diseño de juegos, código, animación, etc. Después de muchos días y noches, finalmente terminaron el juego, Incredibox, y lo lanzaron en línea el 16 de agosto. 2009, como juego Flash para navegador web .  El juego flash tiene cinco categorías; Instrumentos, Percusión, Efectos, Voz y Coro. Los bonos animados aparecen automáticamente, cuando el jugador constantemente arrastra y suelta símbolos sobre los personajes. Durante el año siguiente, el juego flash ha conseguido una gran cantidad de visitas de todo el mundo, con reconocimientos realmente interesantes y muy buenos comentarios por parte de los usuarios.En julio de 2011, el equipo decidió crear su empresa francesa, So Far So Good, especializada en diseño gráfico y multimedia para seguir desarrollando su idea e "intentar transformar Incredibox en un proyecto profesional", como explica Allan ( también director de SFSG) en una video entrevista.  Decidieron trabajar medio tiempo en proyectos creativos para clientes y medio tiempo en Incredibox. El equipo creó la página web de Incredibox y comenzó a desarrollar una nueva versión de Incredibox, que se volvió más revolucionaria y cambió por completo el diseño y la mecánica del juego. Lanzaron una segunda versión de Incredibox ( Little Miss ) en marzo de 2012, una tercera ( Sunrise ) en octubre de 2013 y una cuarta ( The Love ) en noviembre de 2014. Cada versión se integra con nuevos sonidos, nuevos diseños de personajes y nuevas características como un modo de grabación, que permite a los usuarios compartir su mezcla a través de una URL o agregando colores a los personajes y accesorios únicos para identificar mejor cada sonido. 

El 27 de marzo de 2016, SFSG lanzó una aplicación móvil iOS del juego solo para iPad . Para acompañar el lanzamiento de la nueva aplicación móvil, crearon una nueva quinta versión exclusiva para la aplicación, Brasil . La aplicación para iOS se actualizó el 19 de septiembre, por lo que ahora funciona tanto en iPad como en iPhone . El juego estuvo disponible para los usuarios de Android y se lanzó en Google Play el 15 de diciembre de 2017.  El 5 de marzo de 2018, se agregó una nueva sexta versión exclusiva, Alive, a las aplicaciones móviles.  El 26 de junio, se lanzó una versión remasterizada del juego flash original en el sitio web de Incredibox con el nuevo nombre, Alpha . Este nuevo remake mantuvo los mismos elementos del juego flash original, pero con sonido y diseño mejorados de los personajes originales y bonificaciones. Se agregó a las aplicaciones móviles el 26 de septiembre. Se publicó una versión de escritorio del juego para Mac App Store el 15 de noviembre y para Microsoft Store el 5 de diciembre..
El 18 de marzo de 2019, el sitio web de Incredibox se actualizó con una nueva interfaz, un diseño revisado y una nueva jugabilidad. El sitio web ahora presenta una versión de demostración del juego con el mismo diseño que con las aplicaciones pagas, pero los usuarios solo pueden jugar las primeras cuatro versiones. Muchos usuarios de la aplicación en todo el mundo también pueden ver la tabla Top 50 en el sitio web, donde se muestran todas las versiones, incluidas las versiones exclusivas. El 24 de junio, se agregó a las aplicaciones una nueva séptima versión exclusiva, Jeevan . El 20 de septiembre, tanto SFSG como Incredible Polo lanzaron un álbum de música digital llamado Incredibox: 10th Anniversary . Este álbum es una colección remasterizada de las 7 versiones de Incredibox, que celebra su décimo aniversario. El 25 de noviembre se lanzó una edición limitada en vinilo de 12 ", mientras que el 11 de diciembre se lanzó un CD físico. El 1 de diciembre de 2020, se agregó a las aplicaciones una nueva octava versión exclusiva, Dystopia . SFSG & Incredible Polo lanzaron un sencillo musical remasterizado de Dystopia el 11 de marzo de 2021. El juego estuvo disponible en Steam el 30 de abril  Al mismo tiempo, crearon un cortometraje exclusivo de toda la historia de Dystopia, con una nueva banda sonora y efectos de sonido, diferentes a los del juego, y se lanzó en la página de YouTube de Incredibox.  Al 2 de julio de 2021, la aplicación Incredibox alcanzó 1 millón de ventas en todas las tiendas. El 6 de septiembre, Incredibox anunció un nuevo álbum musical de SFSG & Incredible Polo llamado Incredibox: The Unreleased . Este álbum de 9 pistas fue realizado durante muchas de las fases de demostración de Incredibox. El álbum digital se lanzó el 1 de octubre, mientras que el CD físico que incluye la edición limitada de vinilo de 12 "se lanzó el 1 de febrero de 2022. El 1 de enero de 2022, Incredibox anunció un nuevo servicio especial llamado Incredibox para escuelas . Esta versión educativa del juego está diseñada para escuelas en las que los estudiantes y profesores pueden utilizarla directamente desde Internet. El 29 de abril de 2023, se agregó a las aplicaciones una nueva novena versión exclusiva, Wekiddy . SFSG & Incredible Polo lanzaron un sencillo musical remasterizado de Wekiddy el 15 de septiembre.

## Recepción
En 2009, poco después de su lanzamiento en el navegador web, Incredibox apareció en los FWA (Favorite Website Awards) como "Sitio del día" el 15 de septiembre  y más tarde, el fundador de FWA, Rob Ford, anunció que "este sitio le brindará eso". frescura que siempre has deseado" en un boletín de Adobe en diciembre. En 2012, la página web actualizada con Incredibox 2.0 (más tarde conocida como Little Miss ) se hizo popular instantáneamente y, después de 600.000 visitas en un día, el servidor colapsó el 13 de abril  Durante esta semana, la palabra "Incredibox" fue el término de búsqueda con "mayor crecimiento a nivel mundial", según lo medido por Google Insights .  En aquel momento el éxito se debió en parte a que varios medios como Vice, Jayisgames o Kotaku disfrutaron del concepto "simple" y "divertido" de Incredibox,    mientras que otros elogiaron el enfoque innovador y creativo. de la interfaz: Forrest Wickman de Slate escribió que Incredibox era "maravillosamente surrealista",  y mientras tanto en Gizmodo Eliot Van Buskirk dijo que "como demostración de pensamiento innovador sobre cómo promocionar una canción, Incredibox es impresionante".  Durante el programa de tecnología de la BBC Click el 17 de noviembre de 2012, Kate Russell describió a Incredibox como un "brillante secuenciador de navegador" y explicó que los usuarios "no necesitan ser un genio musical, ya que es prácticamente imposible hacer algo que suene mal". . 
Desde 2016 y el lanzamiento de la aplicación móvil, Incredibox también pareció ser apreciado por padres y maestros que encontraron el concepto de juego como una forma educativa de promover la creatividad y la experimentación  al permitir que los niños exploren una forma de música menos convencional.  En una selección de aplicaciones del HuffPost, Shira Lee Katz dijo que "se anima a los niños a experimentar libremente"  y Polly Conway explicó en Common Sense Media que Incredibox parecía ser una aplicación "divertida" con la que jugar, pero que era "enseñar música y habilidades de composición al mismo tiempo".  En junio de 2018, Incredibox fue premiada por AASL (Asociación Estadounidense de Bibliotecarios Escolares) como una de las "Mejores aplicaciones para la enseñanza y el aprendizaje" durante la conferencia anual de ALA en Nueva Orleans . 

## Asociaciones
En julio de 2014, Incredibox se asoció con AX para promover el AX Boat Festival en Francia mediante la creación de una versión exclusiva del juego titulada Mix For Peace .  La mayoría de los diseños de elementos y sonidos de la campaña se reutilizaron posteriormente y se convirtieron en la cuarta versión, The Love.En marzo de 2017, Incredibox se asoció nuevamente con M&M's al crear una versión del juego titulada Bite-Size Beats. Esta versión presentaba a los portavoces de M&M (rojo, amarillo, azul, verde, naranja y marrón) cantando bucles de sonido de beatbox según cómo los usuarios los organizan en la pantalla, luego la marca transmitía ritmos generados por los usuarios como comerciales de televisión.  En agosto, ampliaron la colaboración con la cantante Jessie J para presentar la canción " Real Deal " de su cuarto álbum, ROSE . Después de encontrar un combo, los fanáticos pudieron desbloquear un fragmento de la canción como un bono animado hecho como un videoclip corto con el avatar de Jessie J, Red, Yellow y Incredibox .  Posteriormente, la campaña publicitaria fue nominada a los Webby Awards 2018 en la categoría de campañas móviles. 

## Premios
- Premio Digital Ehon (Expresiones digitales para niños) - Gran Premio 2020 - marzo de 2010. [29]
- AASL (Asociación Estadounidense de Bibliotecarios Escolares) - Mejores aplicaciones para la enseñanza y el aprendizaje de 2018 - junio de 2018.
- The FWA (Favorite Website Awards) - Móvil del día - mayo de 2016. [30]
- Premios de Diseño de Shenzhen para Jóvenes Talentos - Premio al Mérito - septiembre de 2013. [31]
- Premios Lovie - Premio de Bronce (Experimental/Extraño) y Premio Lovie del Pueblo - noviembre de 2010. [32]
- The Dope Awards - Premio Web - septiembre de 2009.
- The Design Licks - Sitio web del día - septiembre de 2009.
- The FWA (Favorite Website Awards) - Sitio web del día - septiembre de 2009.